# 土井成樹
土井 成樹（どい なるき、1980年10月4日 - ）は、日本の男性プロレスラー。奈良県生駒市出身。血液型B型。DRAGON GATEを経て現在はフリーランス。

## 経歴
- 闘龍門の5期生として入門し、2000年5月13日にミラノコレクションA.T.が率いるT2Pの一員として対新井健一郎戦でプロレスデビューを果たした。当時のリングネームは元読売ジャイアンツの土井正三から取られた「セカンド土井」であった。土井いわく、サッカー好きなのになぜか野球のコスチュームにバット持参であった。

- 「セカンド土井」時代はたいした戦歴を残していなかったが、2005年に本名に戻すや筋肉をアピールしたブリーフスタイルになり、Final M2Kを裏切ってBlood Generationへと加入。同年3月にはオープン・ザ・ブレイブゲート王座の初代王者となり、ドラゴン・キッドに奪取されるまで5度の防衛を果たした。

- 2006年には吉野、マグニチュード岸和田らと共にBlood Generationを離脱。新ユニット「マッスル・アウトローズ」を結成する。レッスル・ジャムにおいて腰の負傷で欠場したが、11月に復帰した。その際、嘘の引退セレモニーを行い、キッドをだまし討ちした。

- マッスル・アウトローズでは、主に同学年でかつてのライバルでもある吉野正人と後に名タッグチームとなる（土井吉）を組み活躍する。スーパーパワーボムやダブルインパクトなどの好連携を見せ、2007年8月に行われたタッグリーグでは土井吉の2人が優勝を収めた。GHCジュニアヘビー級タッグ王座（鈴木鼓太郎&リッキー・マルビン組）に吉野、堀口元気と挑戦するも、どちらも敗れた。

- その後、2007年9月22日にはCIMAの持つオープン・ザ・ドリームゲート王座に挑戦し、CIMAを病院送りにする程の健闘を見せるが、惜しくも敗れた。

- 2007年11月24日に吉野と共にGHCジュニアヘビー級タッグ王座の奪取に成功するが2008年1月15日に鷹木信悟&B×Bハルク組に敗れ、王座防衛に失敗した。

- その後2008年2月8日、新岩に敗れツインゲートの防衛にも失敗して吉野とのタッグも保留状態になってしまうが、3月20日の吉野のドリームゲート戦後に和解した。しかしGamma、神田裕之らがこれに反発してしまう。

- 2008年5月5日、吉野と共にマッスル・アウトローズを脱退し新ユニット結成を宣言、5月14日にはハルク、谷嵜なおき、m.c.KZ.が新ユニットに合流し話題を起こした。

- 5月31日の神戸大会にて新ユニット名『WORLD-1』を正式に発表した。

- 12月19日、KING OF GATE 2008決勝戦で望月成晃に勝利して優勝、同月28日の福岡国際センター大会で鷹木の持つオープン・ザ・ドリームゲート王座に挑戦し見事勝利する。第10代王者となり史上初の団体内グランドスラムを達成した（ただし、お笑いゲート王座は取っていない為、ほぼグランドスラムの状態である）。

- 2009年は同期の岩佐拓、新日本の金本浩二、元大相撲の横綱の曙、盟友である吉野らの挑戦を退け防衛を重ねる。7月19日のワールド記念ホール大会ではブレイブゲート王者・CIMAとの団体史上初のダブルタイトル戦を行いこれに勝利し、同じく団体史上初のシングル二冠王となった。だが、後進に機会を与えるためにブレイブゲート王座は即日返上した。

- 2010年3月22日の東京・両国国技館ではYAMATOに破れ、ベルトを失った。

- 10月13日、敗者ユニット解散タッグマッチでディープ・ドランカーズに勝利するも、急に吉野にバカタレ・スライディングキックを放ちWORLD-1から離脱し、更にアラケン以外のドランカーズ残党と新ユニット結成を宣言した。

- 12月26日、吉野の持つドリームゲートに挑戦するも敗れる。

- 2011年1月14日、他の土井軍（仮）の仲間たちとバルコニーにいたところ吉野に呼び出され呆気なく捕獲されるも他の鉄仮面軍団5人に助けられた。そしてその5人の正体はWARRIORS勢であり、自分たちも正体を現し新ユニットを結成し、後に名をBlood WARRIORSと発表した。

- 9月2日、オープン・ザ・トライアングルゲート王座を谷嵜とKzyと獲得。挑戦者はだいたい土井ダーツで決めたり、○○カウントルールを土井ダーツで決めたりと大暴れし、5度の防衛に成功したが、2012年1月19日の6度目の防衛戦で谷嵜が肩の脱臼で欠場しており、替わりにトマホークT.Tが出ていた事とKzyが反則負けした事に八木レフェリーが怒り、王座剥奪という形でトライアングルゲートを失った。

- 3月1日、Blood WARRIORSがMAD BLANKEYに改名したその直後に戸澤陽に追放され、攻撃も受けるが謎のDr.マッスルに救出される。

- 3月3日、リコシェの持つブレイブゲートに挑戦するも敗北。その後、MBが襲撃してくるもまたも謎のDr.マッスルに助けられた。そして、その謎の男の正体は吉野という事が判明。更に土井吉タッグ再結成を持ちかけられPACとリッチ・スワンも入れて新ユニットを結成、名をWORLD-1 INTERNATIONALと発表した。

- その後、土井はツインゲート王座やトライアングルゲート王座を獲得したりドリームゲートに挑戦したりと大活躍していたが、2013年9月12日の後楽園大会でタッグリーグで吉野と組み鷹木と戸澤の2人と闘うもMBが乱入しノーコンテストとなった。更に攻撃されている吉野を助けにいかず吉野にバカタレ・スライディングキックを放ち、吉野を裏切りMBに加入する。同時にWORLD-1 INTERNATIONALを解散させた。

- 12月8日、YAMATOとツインゲートに挑戦してマスキュラーボムで勝利し、ツインゲートを獲得する。しかし12月22日、鷹木と戸澤の挑戦を受けYAMATOが鷹木に敗北した為、ツインゲートを防衛回数0で失った。

- 2014年に入ると、ジミー・神田との抗争が勃発。更にその抗争にハルクとMr.キューキュー"谷嵜なおき"豊中ドルフィンが参加し、更にその抗争にCIMAと吉野が巻き込まれ最終的に金網の中に入る事になった。しかし戦いの中で同門のハルクと仲間割れしてしまい、味方すら信用できない状態で金網の中に入る事になった。そして最終的にハルクと土井の2人だけが金網の中に残ってしまい外野にいるMBメンバーもハルクを妨害し自身をアシストするもハルクのファースト・フラッシュを受け完全にダウン状態となった。金網マッチに負け残り、代理人のKzyが丸坊主になってしまった。

- 2014年8月5日、ドリームゲート王者のハルクと1対4のハンディキャップマッチを行い勝利するもの八木レフェリーがそれに激怒。土井自身は同王座の暫定王者となり8月17日の大田区大会で1対1のタイトルマッチが決定した。

- 8月17日、暫定王者としてドリームゲート王座決定戦に挑むも敗北。ベルトは正式な王者のハルクのもとに戻り王者の一度目の防衛という扱いになった。

- その後、ジミーズの腕攻めで右腕を負傷し長期欠場へ。

- 12月3日、後楽園に登場。土井ダーツで10人タッグマッチのメンバーを決めてその後2つ目のダーツを使ってMAD BLANKEYのメンバーを補強した。

- 2015年2月5日、後楽園にて復活する。

- その後、度重なる誤爆をきっかけにCIMAとの間に不穏な空気が流れる。

- 5月5日、補強メンバーをユニットから追放した。

- 6月13日、YAMATOとのタッグでツインゲート王座を獲得。

- 8月16日、自身の所属ユニットMAD BLANKEYが解散した。

- 8月30日、T-Hawkを裏切った鷹木と元ミレニアルズのEitaとKotokaと合流。新ユニットを結成。

- 9月23日、新ユニット名をVerserKと発表した。

- 2016年3月6日、ツインゲート王座を落とすもこれまで最多となる9度の王座防衛を果たした。

- 5月5日、VerserKメンバーと金網マッチ(実質、土井・YAMATO・谷嵜vs鷹木・サイバー・Kotoka)を行いYAMATOを裏切りエスケープ

- 10月、VerserKから追放された。

- 11月、一般女性との結婚をブログにて発表した。また後楽園大会試合終了後、YAMATOの保持するオープン・ザ・ドリームゲートへの挑戦を表明する。

- 2017年3月20日、ビッグR清水とBen-Kのトリオでトライアングルゲート王座を獲得。

- 5月4日の京都大会2日目で土井吉が率いる新ユニット・MaxiMuMが発表された。8月27日の奈良・なら100年会館大会では土井吉とビッグR清水の3人タッグで鷹木、T-Hawk、吉田隆司の3人タッグ対決を行った。試合は19分7秒、土井が吉田をエビ固めでフォールして土井組が勝利を収めた[1]。

- 5月5日、YAMATOの持つドリームゲートのベルトと自身の髪の毛をかけた金網5WAYマッチに出場。3番目に旗を取りチャンピオンへの正式な挑戦権を得るも、最後は斎了のビッグクラッカー(誤爆)をくらった隙にサイバーのパイナップルボンバーを受けて脱落した。

- 7月1日、清水が鷹木に敗れ、トライアングルゲート王座のベルトを失った。

- 7月23日、吉野とのタッグでCK-1の保持するツインゲート王座に挑戦するも自身がキッドに3カウントを取られ王座獲得はならず。

- 12月23日、吉野とジェイソン・リーのトリオでトライアングルゲート王座を獲得。

- その後2度防衛するも2018年5月6日の愛知県大会でベルトを失った。

- 6月頃、清水がツインゲートチャンピオンになって天狗になったのか急に自身に対し空気の読めないマイクでバカにしたり偉そうな態度をとり始める。その後7月22日に清水がツインゲート王座を落とした際に一応和解。YAMAハルに奪われた同王座に8月7日の後楽園ホールで挑戦するも清水に裏切られる。

- 9月24日、同門の吉野が持つドリームゲート王座に挑戦するも、ホルヘ式ソル・ナシエンテ改の前に敗れた。

- 11月4日にジェイソンと石田とのトリオでトライアングルゲート王座に、12月23日に土井吉でツインゲート王座決定戦に挑むも獲得はできなかった。

- 2019年3月2日と21日に吉野と石田のトリオでR・E・Dの持つトライアングルゲート王座に2回、11月4日にキッドとジェイソンのトリオでストロングマシーン軍団の持つ同王座に挑戦するもいずれも獲得ならず。

- 12月15日、Ben-Kをマスキュラーボムで下しドリームゲート王座を獲得。自身2度目となる団体頂点の証を手に入れた。

- 2022年9月23日の神戸サンボーホール大会にてDRAGON GATEとのフリー契約を発表。他団体からのオファーを受けつつDRAGON GATEにもフリー参戦となる。

- 10月中は自身の体のメンテナンスのため欠場、また同月よりパーソナルトレーナーとしての活動も開始。

- 11月12日、DDTプロレスリングの大阪大会にて、大鷲透・平田一喜とのタッグでKO-D6人タッグ王座を獲得。

- 2024年5月29日、全日本プロレスの後楽園ホール大会にて、世界タッグ王座の初防衛に成功し「全日本プロレスのベルト独占」を目論む斉藤ジュン&斉藤レイに呼びこまれる。自らを「"ミスター斉藤"土井成樹」と称し、斉藤ブラザーズに加入した[2]。土井の加入により、斉藤ブラザーズはユニット化した。

## タイトル歴
DRAGON GATE
- オープン・ザ・ドリームゲート王座（第10代、第30代）
- オープン・ザ・ツインゲート王座 獲得8回
  - 初代・第4代（w / 吉野正人）
  - 第13代（w / Gamma）
  - 第27代（w / リコシェ）
  - 第30代・第37代（w/YAMATO）
  - 第54代（w / 吉田隆司）
  - 第66代（w / ドラゴン・キッド）
- インターナショナルジュニアタッグ王座
  - 第15代（w / 吉野正人）
- オープン・ザ・トライアングルゲート王座 獲得14回
  - 第3代（w / CIMA&ドン・フジイ）
  - 第8代・第10代（w/吉野正人&Gamma）
  - 第12代（w / マグニチュード岸和田&Gamma）
  - 第15代（w / マグニチュード岸和田&吉野正人）
  - 第28代（w / 谷嵜なおき&PAC）
  - 第32代（w / 谷嵜なおき&Kzy）
  - 第35代（w / 吉野正人&PAC）
  - 第38代（w / 吉野正人&しゃちほこBOY）
  - 第40代（w / しゃちほこBOY&リッチ・スワン）
  - 第49代（w / サイバー・コング&Kzy）
  - 第59代（w / ビッグR清水&Ben-K）
  - 第62代（w / 吉野正人&ジェイソン・リー）
  - 第77代（w / 石田凱士&箕浦康太 withミノリータ）
  - 第86代（w / 箕浦康太&ミノリータ）
- オープン・ザ・ブレイブゲート王座（初代、第14代）
- KING OF GATE優勝（2008年）
- Summer Adventure Tag League優勝
  - 2007年・2008年・2010年（w/吉野正人）

闘龍門JAPAN
- UWA世界6人タッグ王座
  - （w / ドラゴン・キッド&新井健一郎）

全日本プロレス
- 世界ジュニアヘビー級王座（第64代、第69代）

プロレスリング・ノア
- GHCジュニアヘビー級タッグ王座
  - 第7代（w / 吉野正人）

DDTプロレスリング
- DDT UNIVERSAL王座（第9代）
- KO-D6人タッグ王座
  - 第48代（w / 大鷲透&平田一喜）
- アイアンマンヘビーメタル級王座（第1573代、第1575代）

FFFプロレスリング
- FFFタッグ王座
  - 第2代（w / 南条隼人）

ROH
- ROH世界タッグ王座
  - 第20代（w / 鷹木信悟）

## 入場曲
- Have You Ever / The Offspring
- 行け行け飛雄馬
- Hit&Run
- BLOOD #5
- MUSCULAR COUNTDOWN / ACMA（現在使用中）

## エピソード
- セカンド土井時代は元ネタの土井正三のオマージュとして選手コールの際に素振りと見せかけてバントのポーズをとるのが恒例であった。
- DDTプロレスリングの柿本大地とよく似ている。特別興行「武勇伝」では見分けがつかなくなったために、味方であるGammaから攻撃を受けている。
- コスチュームには基本的には同じものは作らないというこだわりがあり、同じようなものでもマイナーチェンジを行ったり、タイトルマッチの際にはデザインを大きく変えたりしている。
- 2009年6月18日、神宮球場で始球式に登板したこともある。東京ヤクルトスワローズのマスコットキャラクターのつば九郎に対し、ブログのアクセス数で上位ランクを競う間柄であることから一球勝負を挑む。結果は頭部にビーンボールを投げ、間一髪よけたつば九郎が怒り心頭でマウンドに駆け寄り乱闘に発展した。土井がコブラツイストで応戦するも、つば九郎が腰投げで土井を投げた。しかしつば九郎は土井に倒され、腕ひしぎ逆十字固めでギブアップし土井の勝利となった。その後も両者は握手で互いの健闘を讃え合い、今後は協力し合うことを誓い合った。なお、この始球式を記念としたTシャツがヤクルト球団から発売されている。
- もつ鍋が苦手らしい[要出典]。
- 吉野と共闘機会が多く名タッグとして実績を残しているが、マッスルアウトローズ以降でヒールターンする際には必ず吉野を裏切るパターンで転換している。しかしながら自身もユニットから追放されることが多い。また、DRAGON GATE NETWORKにおいて実は吉野とは小学生の頃によく遊んでいた間柄であったことを明かしている。
- 大一番のビッグマッチでは、髪色を変えて臨むことがある。近年では銀髪にしてくることが多い（通常は黒髪に近い色である）。
- 母親の旧姓は「斉藤」[3]。これが「ミスター斉藤」を名乗る根拠となっている。

## 土井ダーツ
2012年に初めて持ち込んだもので、今ではもはや年末恒例。12月は2度後楽園大会がある中、1回目で対戦カードの抽選、2回目でその試合を行う。所属ユニット・選手の経歴関係なくカードを決めるため、試合ではお祭りムードになるとか。ダーツを投げるのは元気なちびっ子であるが、紛れて投げたがる大人に対して、「大人はアカンで！」というクダりもお馴染みである。実際のところ、試合よりも抽選のほうが盛り上がっているというのも否定はできない。土井曰く、土井ダーツは毎年「奇跡を起こす」と言われているが、「毎年毎年しょうもない」と振り返っている。
2012年
- CIMA 吉野正人 B×Bハルク サイバー・コング Dr.マッスル vs 堀口元気H.A.Gee.mee!! ジミー・神田 スコット・リード K-ness. 富永千浩
- 18分1秒 ×サイバー（バックスライド・フロム・ヘヴン）堀口○

2013年（6人タッグ4wayマッチ）
- 戸澤陽 Gamma "ハリウッド"ストーカー市川 vs ジミー・カゲトラ CIBA サイバー・コング vs CIMA フラミータ リョーツ清水 vs 鷹木信悟 YAMATO K-ness.
- 1:19分38秒 ○鷹木（パンピングボンバー）清水×
- 2:21分38秒 ○サイバー（サイバーボム）鷹木
- 3:24分26秒 ○市川（イナバウアー・ジャーマンスープレックス・ホールド）サイバー×

2014年
- CIMA パンチ富永 新井健一郎 ヨースケ♡サンタマリア 林悠河 vs ドン・フジイ Gamma 斎藤"ジミー"了 ジミー・神田 しゃちほこBOY
- 23分50秒 ○林（ジャーマンスープレックスホールド）神田×

2015年
- この年は何らかの事情で未開催。代わりに戸澤がスペシャルマッチを開催したが、試合後に電撃登場。2016年最初の後楽園大会で土井ダーツスペシャルマッチを開催すると宣言した。
- 鷹木信悟 CIMA Gamma 望月成晃 ジミー・神田 vs YAMATO サイバー・コング 戸澤陽 ドン・フジイ "ハリウッド"ストーカー市川
- 1分49秒 ○望月（顔面蹴り）市川× 再試合 20分50秒 ○鷹木（パンピングボンバー）戸澤×

2016年
- YAMATO ジミー・神田 パンチ富永 ドン・フジイ 問題龍 ワタナベヒョウ vs 土井成樹 吉岡勇紀 ヨースケ♡サンタマリア ジミー・クネスJ.K.S. ジミー・ススム "brother"YASSHI
- 33分6秒 ×YAMATO（ジャンボの勝ち！固め）ススム

2017年
- T-Hawk ドン・フジイ ワタナベヒョウ エル・リンダマン 神田裕之 vs 横須賀ススム kotoka 土井成樹 Eita ビッグR清水
- 24分37秒 ○リンダマン（ジャーマンスープレックスホールド）kotoka

2018年
- ドラゴン・キッド K-ness. Ben-K KAZMA SAKAMOTO KAI vs 吉岡勇紀 B×Bハルク "brother"YASSHI 土井成樹 ドラゴン・ダイヤ
- 22分12秒 ○KAI（メテオインパクト）ハルク×

2019年（6人タッグ4wayマッチ）
- Kzy 箕浦康太 Eita vs YAMATO Gamma 堀口元気 vs H・Y・O Kagetora Ben-K vs このまま市川 ドン・フジイ ヨースケ♡サンタマリア
- 1:12分35秒 ○このまま市川（イナバウアー・ジャーマンスープレックスホールド）H・Y・O×
- 2:14分10秒 ○箕浦康太（横入り式エビ固め）ドン・フジイ×
- 3:22分29秒 ○Eita(Imperial Uno)YAMATO×

## メディア出演

### テレビ
- 探偵!ナイトスクープ（2010年4月16日）
- 『CRISIS 公安機動捜査隊特捜班』（2017年5月30日）

### Web
- 土井成樹&B×Bハルク対談 モッテコ書店（2009年4月5日）
- 東武志&土井成樹 モッテコ書店（2010年2月25日）